# Kaspitschan

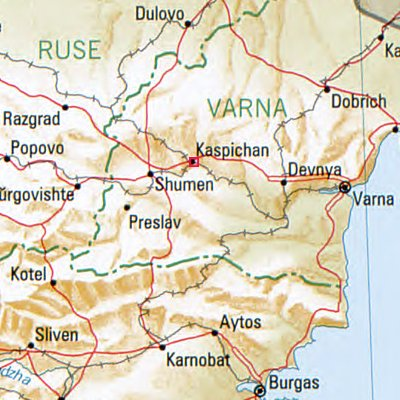
Kaspitschan (rotes Viereck) – Bulgarien – Nachbarorte: Schumen, Dewnja, Warna, Burgas, Ajtos, Karnobat, Sliwen, Kotel, Preslaw, Popowo, Rasgrad, Dulowo, Dobritsch

Kaspitschan [ˈkaspitʃɐn] (bulg. Каспичан) ist eine Stadt in Nordostbulgarien. Die Stadt liegt in der Oblast Schumen, in der Nähe der Städte Nowi Pasar und Pliska. Die Stadt Kaspitschan ist das Verwaltungszentrum der gleichnamigen Gemeinde Kaspitschan.

## Lage
Kaspitschan liegt etwa 70 km nordwestlich von Warna mit seinem des Schwarzmeerhafen und jeweils rund 120 km von den Donauhäfen in Russe und Silistra entfernt. Mit Warna und Schumen ist die Stadt durch die Autobahn A2 verbunden, welche künftig bis nach Sofia führen soll.
Kaspitschan ist ein wichtiger Eisenbahn-Verkehrsknotenpunkt in Nordostbulgarien, er verbindet den Nordosten mit dem Westen Bulgariens und Nordbulgarien mit Südbulgarien (Bahnstrecken: Warna–Russe und Warna–Schumen–Gorna Orjachowiza–Sofia). Von 1916 bis etwa 1952 war es Endbahnhof der Schmalspurbahn Kaspitschan–Todor Ikonomowo.

## Gemeinde Kaspitschan
Die Gemeinde Kaspitschan liegt zentral im Nordosten Bulgariens. Sie grenzt an die Gemeinden Schumen, Nowi Pasar und Prowadija. Zur Gemeinde gehören sieben Dörfer. Durch die Gemeinde verläuft die Autobahn Hemus, die Sofia mit Warna verbindet.